# Embu-Guaçu
Embu-Guaçu este un oraș în São Paulo (SP), Brazilia.